# Liste der Kulturdenkmale in Bad Schlema und Wildbach
Die Liste der Kulturdenkmale in Bad Schlema enthält die vom Sächsischen Denkmalamt festgelegten Bau- und Naturdenkmale des Kurortes mit Stand vom September 2017.
Die Tabelle ist nach Ortsteilen und dann nach den Adressen vorsortiert. Die kursiv gesetzten Texte sind die vom Denkmalamt formulierten Begründungen für den Denkmalschutz.
Diese Aufstellung ist eine Teilliste der Sächsischen Kulturdenkmale.

## Liste
| Objekt-Nr. | Ortsbereich/ Ortsteil | Adresse/ Lage                                                                      | offizielle Bezeichnung                                                                                          | Beschreibung und Bild Begründung für die Aufnahme in die Denkmalliste |
| ---------- | --------------------- | ---------------------------------------------------------------------------------- | --- | --- |
| 09305389   | Niederschlema         | Alte Lößnitzer Straße 50 50° 36′ 37″ N, 12° 41′ 37″ O                              | Eisenbrücke in der Nähe der Lößnitzer Straße                                                                    | eine aus Stahlträgern konstruierte Fußgängerbrücke über die Zwickauer Mulde, 1876–1886 gebaut, 2004 denkmalgerecht saniert |
| 09238630   | Niederschlema         | An der Mulde 6 50° 36′ 26″ N, 12° 41′ 31″ O                                        | Wohnhaus | Das in den 1950er Jahren in Fertigteilbauweise errichtete einfache Holzhaus gilt als eines der wenigen authentisch erhaltenen Beispiele der Nachkriegsentwicklung in diesem Ort. bau-, orts- und kulturgeschichtlich von Bedeutung |
| 09238629   | Niederschlema         | Auer Talstraße 56 50° 36′ 22″ N, 12° 41′ 21″ O                                     | eh. Bergarbeiterschule der Wismut                                                                               | Das im Jahr 1955 als Schulgebäude entstandene Bauwerk dient seit Abwicklung der Wismut nach 1990 als Verwaltungssitz des Straßenbauamts Zwickau. bau-, architektur- und ortsgeschichtlich von Bedeutung |
| 09238632   | Niederschlema         | Auer Talstraße 62 50° 36′ 22″ N, 12° 41′ 21″ O                                     | Kinderheim und ehemaliger Park mit altem Baumbestand                                                            | Das erste Bauwerk wurde um 1905 als Kinderheim errichtet, 1929 kam ein Anbau hinzu, der damals übliche Art-déco-Elemente erhielt. Die Gartenanlage wurde nicht wesentlich verändert. bau-, orts- und sozialgeschichtlich von Bedeutung |
| 09238631   | Niederschlema         | Auer Talstraße 66 50° 36′ 8″ N, 12° 41′ 22″ O                                      | Nachtsanatorium „Stalin“ der SDAG Wismut                                                                        | Im Jahr 1955 als Nachtsanatorium eröffnet, nach 1990 in ein Alten- und Pflegeheim umgewandelt bau-, orts- und sozialgeschichtlich von Bedeutung |
| 09247747   | Niederschlema         | Edelhofweg 2 50° 36′ 59″ N, 12° 41′ 0″ O                                           | Holzbalkendecke in einem eh. Gasthaus, das um 1910 errichtet worden war.                                        | Die gut erhaltene Deckenkonstruktion mit Einschubbrettern ist teils mit Ornamenten, teils mit Motiven der Papierherstellung bemalt und befindet sich in einem Anbau des Hauses. geschichtliche und künstlerische Bedeutung |
| 09238641   | Niederschlema         | Hauptstraße 6 50° 36′ 26″ N, 12° 40′ 21″ O                                         | Wohnhaus | Das zweieinhalbstöckige Wohnmietshaus stammt vom Ende des 19. Jhds. baugeschichtlich und ortsbildprägende Bedeutung |
| 09238640   | Niederschlema         | Hauptstraße 16 50° 36′ 29″ N, 12° 40′ 25″ O                                        | Wohnhaus | Das zweieinhalbstöckige Wohnhaus mit Pultdach im Heimatschutz-Stil und im Stil der Neuen Sachlichkeit entstand im Jahr 1929. baugeschichtlich und ortsbildprägende Bedeutung |
| 09238643   | Niederschlema         | Hauptstraße 46 50° 36′ 43″ N, 12° 40′ 50″ O                                        | Wohnhaus mit Garten, Toreinfahrt und Bachstützmauer                                                             | Das Einfamilienhaus entstand um 1900. baugeschichtlich und ortsbildprägende Bedeutung |
| 09238633   | Niederschlema         | Hauptstraße 78 50° 37′ 7″ N, 12° 40′ 49″ O                                         | Bahnhof Schlema                                                                                                 | Der Denkmalschutz bezieht sich auf das Empfangsgebäude des Unteren Bahnhofs Schlema sowie auf den überdachten Inselbahnsteig mit Treppeneinhausung. Der Baukomplex mit roten Ziegeln und gelben Klinkern wurde im Jahr 1900 eröffnet, er umfasst einen eingeschossigen und einen zweietagigen Baukörper, jeweils mit Satteldächern und schmückenden Sparren- und Pfettenenden versehen. authentisch erhaltener zeittypischer öffentlicher Bau von eisenbahn-, orts- und baugeschichtlicher Bedeutung |
| 09238635   | Niederschlema         | Hauptstraße 79 50° 37′ 3″ N, 12° 40′ 49″ O                                         | Wohnhaus | Das zweietagige massive Wohnhaus aus dem Ende des 19. Jhds. ist mit ockerfarbenen Klinkern verblendet. Das Mansarddach, die Putzgliederungen und ein an der Nordost-Ecke eingefügter Standerker bestimmen weitestgehend das Aussehen. Vor der Südost-Ecke schmückt ein Seitenrisalit das Bauwerk. Im Original erhalten sind die zweiflügelige Eingangstür und im Inneren ornamentierte Kunststein-Fußbodenplatten, eine Stuckdecke sowie einige Bleiglasfenster. Im Schiefergedeckten Dach sind überwölbte Gauben eingefügt. authentisch erhaltenes gründerzeitliches Wohnhaus in ortsbildprägender Lage an der Hauptstraße, baugeschichtlich von Bedeutung |
| 09300823   | Niederschlema         | nahe Hauptstraße 78 und dem Unteren Bahnhof 50° 37′ 15″ N, 12° 40′ 40″ O           | Steinerne Eisenbahnbrücke über die Mulde                                                                        | Die mit Bruchsteinen verkleidete Brücke wurde für die eingleisige Eisenbahnstrecke Zwickau–Aue–Johanngeorgenstadt errichtet und im Sommer 1856 eingeweiht. Wegen später veränderter Streckenführung legte die Bahn das Bauwerk bereits im Jahr 1900 still. Die Brücke überspannt auf rund 50 Meter die Zwickauer Mulde und wurde mit drei Segmentbögen aufgemauert, die mit Werksteinen eingefasst sind. Sie wird, da sie zu zwei Dritteln auf Schlemaer Flur und zu einem Drittel auf Auer Flur liegt, ebenfalls zu den Kulturdenkmalen der Stadt Aue (dort unter Denkmalnummer 09305318) gezählt. Im 21. Jahrhundert ist sie Bestandteil des Mulderadwegs. frühes Zeugnis der Eisenbahngeschichte, weitgehend unverändert, Seltenheitswert |
|            | Niederschlema         | Kohlweg 50° 36′ 32″ N, 12° 41′ 14″ O                                               | Gedenkstätte am Kohlweg                                                                                         | Erinnerung an 83 KZ-Häftlinge aus dem Lager Flossenbürg, die während eines Todesmarsches am 14. April 1945 ermordet wurden. Am selben Tag wurden auch 18 sowjetische Zwangsarbeiter umgebracht, die in einem Sammelgrab beerdigt wurden. Die Stadtverwaltung errichtete noch im gleichen Jahr eine Erinnerungsstätte an das Blutbad. Im Jahr 1972 erhielt das Denkmal nach Plänen von Kurt Teubner seine heutige Form: eine Art Obelisk wurde aus grob behauenen Natursteinen aufgemauert, mit einer symbolhaften roten Fahne sowie mit einem Roten Winkel, einem Roten Stern und der Inschrift „Die Opfer mahnen“ versehen. Die Gedenkanlage wurde im Jahr 2014 mit Sandstrahlarbeiten gereinigt. Im benachbarten Wohngebiet Am Klosterberg (50° 36′ 29″ N, 12° 40′ 56″ O) befindet sich auch ein Ehrenhain, Ende der 1990er Jahre für die beim Uranerzabbau zu Tode gekommenen Bergleute angelegt. |
|            | Niederschlema         | Schulberg 9 50° 36′ 36″ N, 12° 40′ 50″ O                                           | Martin-Luther-Kirche mit anschließendem Friedhof                                                                | 1899 eingeweihtes Gotteshaus im Jugendstil; Inneneinrichtung fast original erhalten Die Orgel stammt aus der Werkstatt von Hermann Eule und wurde 1922 installiert. Zur gleichnamigen evangelischen Gemeinde gehören auch die Gotteshäuser von Oberschlema und Wildbach. |
| 09238626   | Niederschlema         | Schulberg 9 50° 36′ 38″ N, 12° 40′ 48″ O                                           | Pfarrhaus | Das Pfarrhaus entstand um 1920. orts- und baugeschichtlich sowie städtebaulich von Bedeutung |
| 09238628   | Niederschlema         | Schulberg 18 50° 36′ 39″ N, 12° 40′ 53″ O                                          | Friedrich-Schiller-Schule, Schulgebäude ohne Anbauten                                                           | Das Schulhaus entstand im Jahr 1906 und gehört zum Bauensemble um die ortsbildprägende Martin-Luther-Kirche. bau-, orts- und sozialgeschichtlich sowie städtebaulich von Bedeutung |
| 09238625   | Niederschlema         | Weinberg 28 50° 36′ 41″ N, 12° 41′ 1″ O                                            | Wohnhaus und Garten                                                                                             | Das 1928 fertiggestellte Wohnhaus mit Garten entstand im Auftrag der Fabrikantenfamilie Ehrler, die in Schlema eine Stickerei- und Wäschefabrik betrieb. Das Gebäude ist in zeittypischer Ausstattung weitestgehend erhalten geblieben. bau- und ortsgeschichtlich sowie teilweise baukünstlerisch von Bedeutung |
| 09238619   | Oberschlema           | Bergstraße 22 im Kulturhaus Aktivist 50° 36′ 1″ N, 12° 40′ 29″ O                   | Museum Uranbergbau – Traditionsstätte des Sächsisch-Thüringischen Uranerzbergbaus                               | In dem 1952 als Kulturhaus errichteten Baukomplex wird die Geschichte von Bad Schlema (Radonheilbad) und die der Wismut AG dargestellt. Die Einrichtung mit ihren Exponaten wurde am 22. Juli 1996 anlässlich des 8. Deutschen Bergmannstages in Schneeberg als Traditionsstätte des sächsisch-thüringischen Uranerzbergbaus eröffnet. weitgehend original erhaltener und zeittypischer öffentlicher Bau in bildprägender erhöhter Lage am Hang, Zeugnis für die Entwicklung des Ortes zum Zentrum des Uranerzbergbaus der Wismut, architektur-, kultur-, sozial- und ortsgeschichtlich sowie städtebaulich von Bedeutung |
| 09238642   | Oberschlema           | Grimmerweg 1 50° 36′ 5″ N, 12° 39′ 17″ O                                           | ein Umgebinde-Wohnhaus                                                                                          | Das zweietagige Bauwerk, errichtet im Laufe des 18. Jh., wurde inzwischen mehrfach an- und umgebaut. – Auf einem rechteckigen Grundriss erhebt sich die Umgebinde-Holzkonstruktion, gestützt auf je zwei Joche und mit einem steilen schiefergedeckten Satteldach versehen. Bemerkenswert sind die geschweift gesägten Spannriegel und die Kopfbänder sowie der hölzerne Türstock. Die Fenster im Obergeschoss sind in originaler Öffnungsgröße erhalten. Die Hauswände zur Straßenseite hin sind mit Schieferplatten verziert. trotz Anbau und einer Fenstervergrößerung (im Erdgeschoss) wichtiges baugeschichtliches und ortshistorisches Zeugnis |
|            | Oberschlema           | Hammerberg 50° 36′ 19″ N, 12° 39′ 20″ O                                            | Biedenkopfstein auf dem Hammerberg                                                                              | Gedenkstein für Kurt Biedenkopf, den ersten Ministerpräsidenten nach der Wende im neu gegründeten Freistaat Sachsen und für seine Frau Ingrid Biedenkopf. Der glatt behauene Granitblock trägt folgende Inschrift auf einer Kupfertafel: „Sie glaubten mit uns an eine Wiedergeburt des Schlematals und bestärkten uns im Glauben an unsere Kraft.“ Von dieser Bergkuppe bietet sich ein guter Ausblick über den Ort, der wegen des Gedenksteins auch Biedenkopfblick genannt wird. |
| 09238622   | Oberschlema           | Hohe Straße 4 50° 35′ 50″ N, 12° 39′ 50″ O                                         | Wohnhaus | ein verputzter Massivbau, 1938 eingeweiht |
| 09238621   | Oberschlema           | Joliot-Curie-Straße 13 50° 35′ 55″ N, 12° 39′ 59″ O                                | Kulturhaus | Das Gebäude wurde 1952 von der Wismut AG als Kulturhaus mit Kinosaal errichtet. Seit den 1990er Jahren diente es als Rathaus. Architektonisch erwähnenswert ist der zweigeschossige Putzbau mit einem T-förmigen Grundriss wegen seines auffälligen fünfachsigen übergiebelten Mittelrisaliten. Die Fassade ist mit pilasterartigen Lisenen in Kolossalordnung mit ionischen Kapitellen gegliedert. Die weitestgehend im Original erhaltenen Fenster im Straßenniveau besitzen gerade Verdachungen, in der ersten Etage gibt es innerhalb des Vorbaus Rundbogen-Fenster. Das gesamte Gebäude ist mit Schiefer-gedeckten Satteldächern abgeschlossen. Von der ursprünglichen Gestaltung sind die schmiedeeisernen Wandlampen rechts und links des Portals erhalten. Das ehemalige Klubhaus für 350 Personen verfügt auf der straßenabgewandten Seite über einen Kino-Anbau, dessen Außenwände mit Lisenen und Blendfenstern versehen sind und einen profilierten Traufbereich besitzen. Der fensterlose Anbau ist mit Preolitschindeln gedeckt. zeittypischer öffentlicher Bau in neoklassizistischen Architekturformen, ortshistorisch und baugeschichtlich von Bedeutung |
|            | Oberschlema           | Markus-Semmler-Straße 73 50° 35′ 56″ N, 12° 39′ 37″ O                              | Martin-Ebert-Musikbrunnen                                                                                       | Der Springbrunnen, dessen Fontänen von der Musik gesteuert werden, befindet sich vor dem Kurhotel Bad Schlema. Er wurde in den späten 1990er Jahren von der Kurverwaltung in Auftrag gegeben. Unter anderem erklingen Händels Feuerwerksmusik, Andrew Lloyd Webbers Phantom der Oper oder Johann Strauss’ Radetzkymarsch, werktäglich um 12 Uhr, 15 Uhr, 18 Uhr, 21:30 Uhr sowie am Wochenende zusätzlich um 10 Uhr. |
| 09238148   | Oberschlema           | Professor-Rajewsky-Straße 5 50° 36′ 3″ N, 12° 39′ 52″ O                            | Radium-Institut Schlema, Karl-Aurand-Haus                                                                       | Das in den 1930er Jahren gegründete Kaiser-Wilhelm-Institut für Biophysik aus Frankfurt/Main eröffnete 1939 im damaligen Radiumbad Schlema eine Außenstelle in einem Neubau, dessen Leiter der Wissenschaftler Adolf Krebs wurde. Die Straße erhielt nach der Wende, 1991, ihren Namen nach dem Leiter des Instituts, dem deutsch-russischen Strahlenforscher Boris Rajewsky. Der rechteckige Baukörper mit schiefergedecktem Satteldach entstand nach Entwurf des Architekten Schwalbe. Im Original sind das innere Treppengeländer, der Stuck im Hochparterre und die Türen erhalten und restauriert worden. Die Außengestaltung fällt durch eine Lochfassade und einen betonten mittleren Eingang auf. (für die) Entwicklung der Biophysik; bau-, wissenschafts- und ortsgeschichtlich von Bedeutung |
|            | Oberschlema           | Richard-Friedrich-Park nahe dem Kurhaus                                            | Gedenkstein für Richard Friedrich, Werksbaumeister und Begründer von Oberschlema als „Radiumbad“ (Radonheilbad) | Der mit einer Gedenktafel ausgestattete Findling, aus dem eine kleine Fontäne sprudelt, liegt in einem gemauerten runden Brunnenbecken inmitten der Parkanlage und ist von einem Blumenrondell umgeben. |
| 09304152   | Oberschlema           | Richard-Friedrich-Straße 2 50° 37′ 6″ N, 12° 40′ 56″ O                             | Markus-Semmler-Stolln, Mundloch                                                                                 | Das Mundloch ist der Eingang zum Entwässerungsstolln des Schneeberger Bergreviers. Dieser Bergwerkszugang aus dem Beginn des 16. Jahrhunderts führt zu Erzabbaugebieten zwischen Niederschlema auf Höhe der Zwickauer Mulde und Wolfgangmaßen oberhalb von Schneeberg-Neustädtel. Die Erzlagerstätten befinden sich teilweise bis zu 175 m unter dem Gelände. In den 1990er Jahren wurde der Abbau eingestellt und dafür ein vom Ring Deutscher Bergingenieure unterhaltenes Besucherbergwerk eingerichtet, das vor allem die Geschichte des Uranbergbaus in der DDR (ehemaliger Schacht 15 II b) sichtbar macht (unteres Bild). Der Schlussstein des Mundlochs trägt die Inschrift „K(öniglicher) Marc(u)s Sem(m)ler Stolln 1841“. Vor den Eingang zum Bergwerk wurde 2014 ein Gedenkstein aus Eibenstocker Granit mit der Inschrift „Ehre dem Bergmann“ versetzt, im Jahr 2002 vom Schriftsteller Siegfried Woidtke gestiftet, der zuvor an anderer Stelle gestanden hatte. |
| 09238623   | Oberschlema           | Sandstraße 12 50° 35′ 44″ N, 12° 39′ 56″ O                                         | Auferstehungskirche                                                                                             | Das Kirchengebäude in Oberschlema wurde 1950–1952 als Ersatzneubau errichtet und steht seit den 1970er Jahren unter Denkmalschutz. Das Kirchenschiff beherbergt eine Orgel aus einem Vorgängerbau, die 1830 in der Orgelbauwerkstatt Kreuzbach gefertigt wurde. Statt einer Reparatur, die ziemlich teuer werden würde, plant die Kirchengemeinde die Anschaffung einer neuen digitalen Orgel, für die mit rund 20.000 Euro nur eine Zehntel der Kosten entstehen. Dafür wurden Spenden und Fördergelder benötigt (Stand 2013). Zusätzlich zu den in den 2010er Jahren durchgeführten Renovierungsarbeiten im Kircheninneren wurden die alten Eisenhartgussglocken aus dem Jahr 1918, gegossen bei Schilling & Lattermann in Morgenröthe-Rautenkranz durch drei neue Bronzeglocken ersetzt und geweiht. Das bisherige Stahlgeläutwurde nach gründlicher Reinigung im aufgearbeiteten historischen und mit einem Dach geschützten Glockenstuhl im Bad Schlemaer Kurpark als Mahnmal aufgestellt. Zum Denkmalschutzobjekt gehört auch das Pfarrhaus, das 1953 fertig gestellt wurde. für Sachsen in dieser Zeit seltenes Beispiel eines der Tradition verpflichteten Kirchenneubaus (lt. Dehio); Zeugnis für die Entwicklung des Ortes zum Zentrum des Uranerzbergbaus der SDAG Wismut, architektur-, sozial- und ortsgeschichtlich, teilweise auch baukünstlerisch sowie städtebaulich von Interesse |
|            | Oberschlema           | Schlemaer Lindenstraße 50° 36′ 3″ N, 12° 39′ 26″ O,                                | Weihnachtsbogen                                                                                                 | Der Schwibbogen mit dem Schriftzug „Glück auf“ und original-bergmännischen Abbaugeräten als unterste Ebene stellt ein Unikat dar und erinnert die Vorübergehenden an die Uranbergbaugeschichte des Ortes. Der Bogen entstand aus Grubenhölzern und übergroße wetterfeste Bergmannsleuchten bilden die symbolischen Kerzen. |
| 09238665   | Oberschlema           | Zechenplatz 2 50° 36′ 4″ N, 12° 39′ 15″ O                                          | Scheune eines Zweiseithofs                                                                                      | Das hölzerne einetagige Gebäude stammt aus dem 19. Jh. Es wurde auf einem Bruchsteinsockel in den Felshang hineingebaut, die hintere Wand ist mit Ziegelsteinen aufgemauert. Das Satteldach ist mit Dachpappe gedeckt, erhalten ist ein Original-Doppelfenster in der Giebelwand. Die Scheune ist ein wichtiger Bestandteil des Bergbauensembles am Zechenplatz mit baugeschichtlicher Bedeutung. |
| 09299672   | Oberschlema           | Zechenplatz 3 50° 36′ 4″ N, 12° 39′ 16″ O                                          | Wohnhaus | Das im Obergeschoss verputzte Fachwerkhaus wurde in der ersten Hälfte des 19. Jahrhunderts errichtet. Der traufständige Bau mit einer Sockelverkleidung aus profilierten Granitplatten, einem verkleideten Giebel und einem mit Dachpappe versehenen Frackdach besitzt baugeschichtliche Bedeutung. |
| 09299672   | Oberschlema           | Zechenplatz 5 50° 36′ 4″ N, 12° 39′ 18″ O                                          | Markus-Semmler-Stolln, Huthaus                                                                                  | Das Fachwerkgebäude aus dem 18. oder 19. Jahrhundert mit schindelgedecktem Satteldach, einer hölzernen Dachrinne und einigen stehenden Gauben wurde nach der Stilllegung des Erzbergwerks in ein Wohnhaus umgebaut. Seit den 1990er Jahren betreiben Privatleute das Gebäude als Pension. |
| 09238650   | Wildbach              | Hartensteiner Straße 2 50° 37′ 40″ N, 12° 38′ 41″ O                                | Wohnstallhaus eines Dreiseithofes                                                                               | Das Kombihaus mit schiefergedecktem Krüppelwalmdach stammt aus dem ersten Drittel des 19. Jhd. und weist ein Obergeschoss aus Fachwerk auf. zeit- und landschaftstypisches Fachwerk-Gebäude in gutem Originalzustand, Teil der alten Dorfstruktur, bau- und heimatgeschichtlich von Bedeutung |
| 09238651   | Wildbach              | Hartensteiner Straße 7b; 9 50° 37′ 43″ N, 12° 38′ 41″ O                            | Wohnstallhaus (Nr. 9) und zwei Scheunen (Nr. 7b) eines Dreiseithofs mit einem Hofbaum                           | Das Gebäudeensemble aus dem ersten Drittel des 19. Jhd. besteht aus einem Kombihaus, dessen untere massive Etage verputzt wurde, die obere Etage besteht aus Fachwerk; das Haus, im ersten Drittel des 19. Jahd. entstanden, ist mit einem schiefergedeckten Krüppelwalmdach abgeschlossen. Fenster und Türen des Erdgeschosses sind nicht mehr im Originalzustand, im Obergeschoss sind dagegen die außen mit Schieferplatten verkleideten Giebeldreiecke mit originalen Öffnungsgrößen erhalten, außerdem schätzen Experten ein, dass vom Erstbau Kreuzstockfenster mit erhöhtem Kämpfer und je vier Drehflügeln und eine Tür erhalten sind. Die schiefergedeckten Scheunen, gegen Ende des 19. Jhd. hinzugebaut, bestehen aus Fachwerk, das auf Bruchsteinsockeln lagert. zeit- und landschaftstypische Hofanlage in Fachwerk-Bauweise, Teil der alten Dorfstruktur, bau- und hausgeschichtlich von Bedeutung, durch erhöhte Lage von landschaftsprägendem Wert |
| 09238652   | Wildbach              | Kastanienweg 8 50° 37′ 41″ N, 12° 38′ 51″ O                                        | Nördliches Wohnstallhaus und südliches Seitengebäude eines Dreiseithofes                                        | Das Ensemble wurde 1796 fertiggestellt. Das massive Erdgeschoss ist verputzt, das Obergeschoss besteht aus mit Asbestplatten verkleidetem Fachwerk. Trotz verschiedener Umbauten (neue Fenstergruppe im Giebel, Fenster und Türen zeittyisch verändert, Dachdeckung Asbestplatten auf dem Satteldach) wurde die Anlage unter Denkmalschutz gestellt, da sie ein zeit- und landschaftstypisches bäuerliches Gebäude in Fachwerk-Bauweise als Teil der alten Dorfstruktur darstellt; bau- und heimatgeschichtlich von Bedeutung |
| 09238657   | Wildbach              | Kastanienweg 45 50° 37′ 52″ N, 12° 39′ 46″ O                                       | Wohnstallhaus eines Zweiseithofs                                                                                | Wohn- und Stall-Kombination mit zwei Etagen und einem steilen schiefergedeckten Krüppelwalmdach. Über dem massiven Erdgeschoss wurde eine Etage in Fachwerk gebaut. Die Fenster-Gewände sind in Werkstein ausgeführt. Die Fassade ist verputzt und erhielt einen rotocker Anstrich. Die im Hof gewachsenen Bäume, eine Linde und eine Kastanie, sind Bestandteile des Kulturdenkmals. in gutem Originalzustand erhaltenes zeit- und landschaftstypisches bäuerliches Fachwerk-Gebäude, Teil des dörflichen Zentrums, bau- und heimatgeschichtlich von Bedeutung, durch seine Wirkung zur Straße hin von ortsbildprägendem Wert |
| 09238658   | Wildbach              | Kastanienweg 51 50° 37′ 52″ N, 12° 39′ 54″ O                                       | Wohnstallhaus und zwei Hofbäume eines Zweiseithofes                                                             | Das Kombihaus (Hälfte Wohnräume, Hälfte Stall) aus der zweiten Hälfte des 18. Jhd. ist zwei Etagen hoch, in fünf Achsen geteilt und mit einem steilen Satteldach abgeschlossen. Die Fachwerkteile im Obergeschoss und zur Talseite sind erhalten und sichtbar. Einige spätere Veränderungen wie Aufbringung eines Kratzputzes in den 1960er Jahren, die teilweise Eindeckung mit Asbestplatten sind im Denkmalschutz inkludiert. Die zwei im Hof gewachsenen Kastanien sind Naturdenkmale. |
|            | Wildbach              | 50° 38′ 2″ N, 12° 40′ 27″ O                                                        | Burgruine der Isenburg                                                                                          | Die Burg wurde bereits im 14. Jhd. zerstört, die Gebäudereste dienten jahrhundertelang für den Bau neuer Gebäude, unter anderem auch für die Kirche des Ortes. Seit den 1930er Jahren steht die Ruine unter Denkmalschutz. Der bekannte Heimatforscher Siegfried Sieber schrieb im Jahr 1958 nach einer Besichtigung der baulichen Reste: „Gegen 250 qm Bruchsteinmauerwerk muss ausgefugt und teilweise instand gesetzt werden. Besonders erhaltenswert erscheint mir der Turmrest mit seinen 3,oo m dicken Mauern. Hier sind die Fugen sehr stark ausgewaschen. Gegen 1 cbm Bruchsteinmauerwerk muss abgetragen werden, um eine Ausbauchung zu beseitigen und das Mauerwerk dann wieder standsicher hochführen zu können. Die Mauerkronen müssen mit größeren Steinen abgedeckt werden, um zu verhindern, dass das Regenwasser und der Schnee ins Mauerwerk eindringt.“ |
| 09238667   | Wildbach              | Mühlenweg 3 50° 37′ 56″ N, 12° 39′ 55″ O                                           | Häuslerhaus und Schuppen                                                                                        | Das im Jahr 1796 erbaute Häusleranwesen im historischen Kern des Dorfes Wildbach ist weitestgehend im Original erhalten und steht an einem Hang. Das Wohngebäude besteht im Erdgeschoss aus massivem Stein, darüber erhebt sich ein zweiriegeliges Fachwerk, geschützt von einem schiefergedeckten Satteldach. Der zum Anwesen gehörende Holzschuppen besitzt ein mit Dachpappe belegtes Satteldach. baugeschichtlich und ortsbildprägend von Bedeutung |
| 09238663   | Wildbach              | Waldweg 6 50° 37′ 47″ N, 12° 40′ 8″ O                                              | Wohnhaus mit Heiste und Trog                                                                                    | Zum Wohnhaus, einem weitgehend erhaltenen Fachwerkbau mit einer zweiflügeligen klassizistischen Tür, führt eine aus Gneis-Pläner gemauerte Heiste hin und ein Granit-Wassertrog ergänzt das um 1840 entstandene Ensemble. baugeschichtlich von Bedeutung |
| 09238649   | Wildbach              | Wildbacher Hauptstraße 3 50° 37′ 46″ N, 12° 38′ 56″ O                              | Häuslerhaus | Das Wohnhaus für eine Häuslerfamilie entstand in der ersten Hälfte des 19. Jhd. Es ist ein einfacher zweietagiger Bau aus verputztem Erdgeschoss und Fachwerk-Obergeschoss (nur von der Straße aus sichtbar) mit Krüppelwalmdach aus schwarzen Betondachsteinen. zeit- und landschaftstypischer Fachwerkbau, Teil der alten Dorfstruktur, baugeschichtliche Bedeutung |
| 09238647   | Wildbach              | Wildbacher Hauptstraße 9 50° 37′ 50″ N, 12° 39′ 1″ O                               | Wohnstallhaus, Seitengebäude, Scheune, Wasserhaus und Hofbaum eines Dreiseithofs                                | Das Kombihaus besteht aus einem massiven verputzten Erdgeschoss und einem aufgesetzten Fachwerk-Obergeschoss, abgeschlossen von einem mit Kunstschiefer gedeckten steilen Krüppelwalmdach. Über dem Eingang findet sich die Jahreszahl 1833. Für den Denkmalschutz sind die Granit-Tür- und Fenstergewände, das Kreuzstockfenster der Diele sowie die drei Staffelgauben von Bedeutung. – Das kleine zweietagige Seitengebäude ist in gleicher Weise errichtet worden, aus der Bauzeit stammen die Schiebefenster mit Zehnerteilung. Ein schmaler Zwischenbau verbindet die Fachwerkscheune (um 1900 erweitert) mit dem Wohnstallhaus. Die Kastanie auf dem Hof gehört zum geschützten Ensemble. zeit- und landschaftstypische Hofanlage, Teil der alten Dorfstruktur, baugeschichtliche Bedeutung |
| 09238653   | Wildbach              | Wildbacher Hauptstraße 31 50° 37′ 55″ N, 12° 39′ 18″ O                             | Wohnstallhaus                                                                                                   | Das Gebäudeensemble entstand 1846–1855. Es handelt sich um ein Wohnstallhaus auf einem massiven Erdgeschoss und einem darüber befindlichen Fachwerkteil mit einem schiefergedeckten Satteldach. Einige Originalteile, vor allem Fenster, sind erhalten. Die Scheune wurde Ende des 19. Jhd. hinzugebaut und besteht aus Fachwerk auf einem massiven verputzten Sockel, mit Preolit-Schindeln gedeckt. zeit- und landschaftstypische Hofanlage in z. T. gutem Originalzustand, in ortsbildprägender Lage in der Dorfmitte, Teil der alten Dorfstruktur, baugeschichtliche Bedeutung |
| 09238654   | Wildbach              | Wildbacher Hauptstraße 33 50° 37′ 53″ N, 12° 39′ 21″ O                             | Wohnhaus und Schuppen                                                                                           | Das Wohnhaus für eine Häuslerfamilie entstand um 1849. Das schlichte zweietagige Gebäude mit steilem kunstschiefergedeckten Satteldach weist ein massives verputztes Erdgeschoss auf mit einem Türgewände aus Porphyrtuff und gerader Verdachung sowie zwei mit Werkstein eingefasste Fenster. Das Obergeschoss aus Fachwerk wurde straßenseitig verputzt und an den Giebelseiten ebenfalls mit Kunstschiefer verkleidet. Der hölzerne Schuppen entstand zu Beginn des 20. Jhd. zeit- und landschaftstypischer Bau in ortsbildprägender Lage an der Hauptstraße, Teil der alten Dorfstruktur, baugeschichtlich von Bedeutung |
| 09238656   | Wildbach              | Wildbacher Hauptstraße 38 50° 37′ 54″ N, 12° 39′ 44″ O                             | Häuslerhaus | Das Fachwerkhaus für eine Häusler-Familie stammt aus der zweiten Hälfte des 17. Jhd. und ist damit das älteste erhaltene Gebäude des Ortes. Es handelt sich um ein Wohnhaus auf einem massiven Erdgeschoss und einem darüber befindlichen Fachwerkteil mit einem steilen schiefergedeckten Satteldach. Das zweiriegelige Fachwerk ist mit Kopfstreben und geschweiften Andreaskreuzen in den Brüstungsfeldern der Hofseite ausgestattet, als Feuerböcke bezeichnet. Die Hausseite zur Straße hin ist vollständig mit Efeu überwachsen. zeit- und landschaftstypischer Fachwerkbau in gutem Originalzustand in ortsbildprägender Lage, Teil des alten Dorfzentrums, baugeschichtliche Bedeutung |
| 09238655   | Wildbach              | Wildbacher Hauptstraße 39 50° 37′ 55″ N, 12° 39′ 31″ O                             | Wohnstallhaus, Scheune, Hofeinfriedungsmauer und nordöstliches Rundbogentor eines Dreiseithofs                  | Das mit dem Giebel zur Straße ausgerichtete Kombihaus bildet zusammen mit dem Wohnstallhaus und der Mauer einen Dreiseithof, es wurde zwischen 1790 und 1810 errichtet. Das Wohnhaus wurde auf einem massiven Erdgeschoss mit einem darüber befindlichen strebenreichen Fachwerkteil und einem steilen Kunstschiefer-gedeckten Mansard-/Krüppelwalmdach errichtet. Die Fachwerk-Scheune vom Ende des 19. Jhd. steht auf einem verputzten Bruchsteinsockel. Die Einfriedung umfasst das an die Scheune angebaute bruchsteinerne Rundbogentor mit historischen hölzernen Torflügeln und die ebenfalls aus Bruchsteinen gefertigte später verputzte Mauer. Überdeckt ist die Einfriedung mit Schieferplatten. zeit- und landschaftstypische Hofanlage, insbesondere das Wohnstallhaus von beeindruckender Kubatur, Teil der alten Dorfstruktur, bau- und ortsbildprägende Bedeutung |
| 09238669   | Wildbach              | Wildbacher Hauptstraße 49 50° 37′ 55″ N, 12° 39′ 50″ O                             | Häuslerhaus | Das Fachwerkhaus für eine Häusler-Familie stammt aus dem Jahr 1823. Es steht auf einem Backsteinsockel mit fast ursprünglich erhaltener Fensteranordnung und einem schiefergedeckten Krüppelwalmdach. zeit- und landschaftstypischer Fachwerkbau in gutem Originalzustand in ortsbildprägender Lage, Teil des alten Dorfzentrums, baugeschichtliche Bedeutung |
| 09238668   | Wildbach              | Wildbacher Hauptstraße 51 50° 37′ 55″ N, 12° 39′ 52″ O                             | Häuslerhaus | Das Fachwerkhaus für eine Häusler-Familie stammt aus dem ersten Drittel des 19. Jhd. zeit- und landschaftstypischer Fachwerkbau in straßenbildprägender Lage, Bestandteil der Häuslerzeile an Wildbacher Hauptstraße und Mühlenweg, baugeschichtliche Bedeutung |
| 09238661   | Wildbach              | Wildbacher Hauptstraße 52 50° 37′ 53″ N, 12° 40′ 1″ O                              | Zweiseithof mit Scheune                                                                                         | Das Denkmalsensemble aus dem Jahr 1899 besteht aus einem massiven Wohnhaus mit Fachwerk-Obergeschoss und einem Krüppelwalmdach mit Preolitschindeldeckung sowie einer hölzernen Dachrinne. Die zweietagige Scheune ist ähnlich aufgebaut. An den Stallfenstern befinden sich Putzfaschen. Am mit Schiefer verkleideten Giebel findet sich die Inschrift 1892. P. Espig. Große Holzschiebetore bilden den Zugang. straßenbildprägendes Fachwerk-Ensemble, zeit- und landschaftstypische bäuerliche Wohn- und Wirtschaftsgebäude, baugeschichtlich von Bedeutung |
| 9238662    | Wildbach              | Wildbacher Hauptstraße 83 50° 37′ 53″ N, 12° 40′ 8″ O                              | Forsthaus Poppenwald mit Scheune und altem Baumbestand                                                          | Das Forsthaus ist ein Fachwerkbau aus den Jahren 1886–1900. Es wurde später zweimal umgebaut, unter anderem mit einer Loggia versehen. Die hölzerne Scheune entstand etwa zur gleichen Zeit und wurde ebenfalls verändert. orts- und baugeschichtlich von Bedeutung |
| 09238674   | Wildbach              | Wildbacher Hauptstraße 50° 37′ 48″ N, 12° 40′ 36″ O                                | Bismarckdenkmal                                                                                                 | Der aus Gneis geschlagene pyramidenförmige Gedenkstein auf einem Sockel wurde um 1910 aufgestellt. Er befindet sich am Eingang des Ortsteils Wildbach auf einer kleinen Verkehrsinsel und enthält ein Medaillon mit dem Profil Bismarcks. geschichtliche Bedeutung |
| 09238673   | Wildbach              | Wildbacher Hauptstraße, an der Abzweigung des Waldwegs 50° 37′ 50″ N, 12° 40′ 9″ O | Königlich-Sächsische Meilensteine (Sachgesamtheit)                                                              | Der Postmeilenstein aus dem 19. Jahrhundert ist ein kleiner rund 50 cm hoher Sandsteinmonolith mit halbrundem Abschluss auf einem scharrierten Sockel. Ursprünglich stand er an der Straße von Stein nach Schneeberg. verkehrs- und ortsgeschichtlich bedeutend |
| 09238660   | Wildbach              | Wildbacher Schulstraße 1–3 50° 37′ 58″ N, 12° 39′ 54″ O                            | Pfarrhaus, Seitengebäude mit Tordurchfahrt und Scheune eines Pfarrhofes sowie Pfarrgarten                       | Das Ensemble für die Pfarrersfamilie neben der Kirche wurde 1796/1797 errichtet und in späteren Jahren um- bzw. angebaut. Das zweietagige Wohnhaus erhebt sich über einem massiven verputzten Sockelbereich als Fachwerkbau, abgeschlossen mit einem hohen schiefergedeckten halbgewalmtem Mansarddach. Fenster- und Türgewände sind in Werkstein ausgeführt, das Obergeschoss ist ausgebaut und erhält Tageslicht durch fünf gestaffelt angeordnete Gauben. Einige bauliche Veränderungen des 20. Jhd. sind Bestandteil des Denkmalschutzes. Das Seitengebäude, zuerst wohl als Stall angebaut, ist mittels eines Rundbogens mit dem Pfarrhaus verbunden. Es wurde entlang der Kirchhofmauer ausgerichtet und aus zwei verschiedenen Bauteilen um das Jahr 1892 (im Fenstersturz eingearbeitete Jahreszahl) zusammengefügt. Die Scheune besteht aus Fachwerk auf einem Bruchsteinsockel und ist mit Preolit-Schindeln gedeckt. stattliches zeit- und landschaftstypisches Fachwerk-Ensemble neben der Kirche, bau- und ortsgeschichtlich sowie ortsbildprägende Bedeutung |
| 09238671   | Wildbach              | Wildbacher Schulstraße 1–3 (neben) 50° 37′ 58″ N, 12° 39′ 54″ O                    | ev. Kirche mit Kirchhof, Einfriedung und Kriegerdenkmal                                                         | Kirchengebäude als drittes Gotteshaus an alter Stelle im Ort errichtet, am 19. Oktober 1806 Kirchweihe. Nach mehrfachen Renovierungen, zuletzt in den 2010er Jahren, ist die Kirche in einem Topzustand. Bereits seit den 1970er Jahren steht das klassizistische Bauwerk unter Denkmalschutz. Die Kirche ist mit einer Orgel und einem Bronzegeläut ausgestattet. Am Eingang zum Kirchhof stehen zwei Kriegerdenkmale, die die im Ersten und Zweiten Weltkrieg gestorbenen Einwohner von Wildbach namentlich ehren. Der kleine anschließende Friedhof wird aktiv genutzt und ist gut gepflegt. |
|            | Wildbach              | Wildbacher Schulstraße 50° 37′ 58″ N, 12° 39′ 55″ O                                | ehemalige Schule mit Heimatstube                                                                                | Das unverputzte zweieinhalbetagige Backsteinbauwerk diente, wie früher üblich, als Schule und steht deshalb ganz nahe an der Dorfkirche. Es handelt sich um den zweiten Schulbau an dieser Stelle, der von 1888 bis 1892 entstand. Nachdem diese Grundschule 1973 geschlossen wurde, stand sie einige Jahre leer. Im 21. Jahrhundert sind darin die musealen Heimatstuben untergebracht. Auf dem Schulplatz davor (Adresse Schulberg) ist eine kleine Springbrunnenanlage erhalten, die laut nebenstehender Texttafel die weiße Ahnfrau (Andjola Valenta) darstellt, die den Bewohnern gegen die eindringenden Hussiten beistand. – Zudem hat der Besucher gleichzeitig einen Blick auf das Pfarr- und Kirchenensemble sowie auf die Baudenkmale in der Schulstraße. Im Jahr 2021 befindet sich auf dem Schulplatz eine Bücherbox in einer ehemaligen Telefonzelle. |
| 09238670   | Wildbach              | Wildbacher Schulstraße 4 50° 37′ 57″ N, 12° 39′ 53″ O                              | Wohnstallhaus und Seitengebäude eines ehemaligen Dreiseithofs                                                   | Das Ensemble entstand um das Jahr 1800. Das erhaltene Wohngebäude besteht aus einem massiven Erdgeschoss, darüber erhebt sich ein Fachwerkaufbau mit einem schiefergedeckten Mansard--Krüppelwalmdach und stehenden Gauben. Das seitliche Stallgebäude wurde aus Bruchsteinen aufgemauert. zeit- und landschaftstypische Hofanlage in Fachwerkbauweise, wichtiger baugeschichtlicher und ortsbildprägenderer Bestandteil des Kirchberg-Ensembles |